# Rizekent, Aziziye
Rizekent là một xã thuộc huyện Aziziye, tỉnh Erzurum, Thổ Nhĩ Kỳ. Dân số thời điểm năm 2011 là 249 người.